# The Music Lovers
The Music Lovers (Brasil: Delírio de Amor ) é um filme britânico de 1970, dos gêneros drama e romance, dirigido por Ken Russell, roteirizado por Melvyn Bragg, baseado no livro Beloved Friend  de C.D. Dowen, música de André Previn.

## Sinopse
Para não perder seus patronos e esconder sua homossexualidade, o compositor Tchaikovsky aceita um casamento de conveniência com uma instável cortesã, com trágicas conseqüências. 

## Elenco
- Richard Chamberlain ....... Tchaikovsky
- Glenda Jackson ....... Nina (Antonina Milyukova)
- Max Adrian ....... Nicholas Rubinstein
- Christopher Gable ....... Conde Anton Chiluvsky
- Kenneth Colley ....... Modeste Tchaikovsky
- Izabella Telezynska ....... Madame Nadedja von Meck
- Maureen Pryor ....... mãe de Nina
- Sabina Maydelle ....... Sasha Tchaikovsky
- Andrew Faulds ....... Davidov
- Bruce Robinson ....... Alexei Sofronov
- Ben Aris ....... jovem tenente
- Xavier Russell ....... Koyola
- Dennis Myers
- John Myers
- Joanne Brown ....... Olga Bredska